# Паго дел Вало ди Лауро
Паго дел Вало ди Лауро (итал. Pago del Vallo di Lauro) је насеље у Италији у округу Авелино, региону Кампанија.
Према процени из 2011. у насељу је живело 1525 становника. Насеље се налази на надморској висини од 145 м.

## Становништво
Према резултатима пописа становништва 2011. у општини је живело 1.851 становника.
| 1931. | 1936. | 1951. | 1961. | 1971. | 1981. | 1991. | 2001. | 2011. |
| ----- | ----- | ----- | ----- | ----- | ----- | ----- | ----- | ----- |
| 1.227 | 1.334 | 1.411 | 1.533 | 1.378 | 1.678 | 1.712 | 1.728 | 1.851 |